# Сен-Жом
Сен-Жом (фр. Saints-Geosmes) — муніципалітет у Франції, у регіоні Гранд-Ест, департамент Верхня Марна. Населення — 1096 осіб (01.01.2021).
Муніципалітет розташований на відстані близько 250 км на південний схід від Парижа, 145 км на південний схід від Шалон-ан-Шампань, 34 км на південний схід від Шомона.

## Історія
До 2015 року муніципалітет перебував у складі регіону Шампань-Арденни. Від 1 січня 2016 року належить до нового об'єднаного регіону Гранд-Ест.
1 січня 2016 року до Сен-Жом приєднали колишній муніципалітет Балем-сюр-Марн.

## Демографія
Динаміка населення (INSEE ):
Розподіл населення за віком та статтю (2006):
| Стать | Всього | До 15 років | 15-24 | 25-44 | 45-64 | 65-85 | Понад 85 |
| --- | ------ | ----------- | ----- | ----- | ----- | ----- | -------- |
| Чоловіки | 492    | 120         | 48    | 140   | 136   | 40    | 8        |
| Жінки | 444    | 84          | 40    | 144   | 116   | 60    | 0        |
| \| Статево-вікова піраміда \| Статево-вікова піраміда \| Статево-вікова піраміда \| \| ----------------------- \| ----------------------- \| ----------------------- \| \| Чоловіки \| Вік \| Жінки \| \| 8 \| 85 + \| 0 \| \| 0 \| 80-84 \| 16 \| \| 8 \| 75-79 \| 20 \| \| 16 \| 70-74 \| 12 \| \| 16 \| 65-69 \| 12 \| \| 28 \| 60-64 \| 24 \| \| 28 \| 55-59 \| 32 \| \| 36 \| 50-54 \| 40 \| \| 44 \| 45-49 \| 20 \| \| 52 \| 40-44 \| 56 \| \| 68 \| 35-39 \| 48 \| \| 12 \| 30-34 \| 28 \| \| 8 \| 25-29 \| 12 \| \| 20 \| 20-24 \| 12 \| \| 28 \| 15-20 \| 28 \| \| 44 \| 10-14 \| 36 \| \| 40 \| 5-9 \| 24 \| \| 36 \| 0-4 \| 24 \| |        |             |       |       |       |       |          |
| Статево-вікова піраміда |        |             |       |       |       |       |          |
| Чоловіки | Вік    | Жінки       |       |       |       |       |          |
| 8 | 85 +   | 0           |       |       |       |       |          |
| 0 | 80-84  | 16          |       |       |       |       |          |
| 8 | 75-79  | 20          |       |       |       |       |          |
| 16 | 70-74  | 12          |       |       |       |       |          |
| 16 | 65-69  | 12          |       |       |       |       |          |
| 28 | 60-64  | 24          |       |       |       |       |          |
| 28 | 55-59  | 32          |       |       |       |       |          |
| 36 | 50-54  | 40          |       |       |       |       |          |
| 44 | 45-49  | 20          |       |       |       |       |          |
| 52 | 40-44  | 56          |       |       |       |       |          |
| 68 | 35-39  | 48          |       |       |       |       |          |
| 12 | 30-34  | 28          |       |       |       |       |          |
| 8 | 25-29  | 12          |       |       |       |       |          |
| 20 | 20-24  | 12          |       |       |       |       |          |
| 28 | 15-20  | 28          |       |       |       |       |          |
| 44 | 10-14  | 36          |       |       |       |       |          |
| 40 | 5-9    | 24          |       |       |       |       |          |
| 36 | 0-4    | 24          |       |       |       |       |          |

## Економіка
2010 року серед 645 осіб працездатного віку (15—64 років) 457 були активними, 188 — неактивними (показник активності 70,9%, у 1999 році було 72,9%). З 457 активних мешканців працювало 417 осіб (211 чоловіків та 206 жінок), безробітними було 40 (20 чоловіків та 20 жінок). Серед 188 неактивних 67 осіб було учнями чи студентами, 73 — пенсіонерами, 48 були неактивними з інших причин.

У 2010 році в муніципалітеті числилось 378 оподаткованих домогосподарств, у яких проживали 997,0 особи, медіана доходів виносила 21 060 євро на одного особоспоживача